# Trzciana (powiat Liptowski Mikułasz)
Trzciana (słow. Trstené, węg. Nádasd) – wieś (obec) na Słowacji położona w kraju żylińskim, w powiecie Liptowski Mikułasz. Pierwsze wzmianki o miejscowości pochodzą z roku 1269.
Według danych z dnia 31 grudnia 2016, wieś zamieszkiwało 231 osób, w tym 122 kobiety i 109 mężczyzn.
W 2001 roku rozkład populacji względem narodowości i przynależności etnicznej wyglądał następująco:
- Słowacy – 99,02%
- Czesi – 0,98%
- katolicy – 53,66%
- grekokatolicy – 28,78%
- husyci – 0,49%
- niewierzący – 13,17%